# Diocesi di Votuporanga
La diocesi di Votuporanga (in latino Dioecesis Votuporangensis) è una sede della Chiesa cattolica in Brasile suffraganea dell'arcidiocesi di São José do Rio Preto. Nel 2023 contava 164.246 battezzati su 260.885 abitanti. È retta dal vescovo Moacir Aparecido de Freitas.

## Territorio
La diocesi comprende 25 comuni dello stato brasiliano di San Paolo: Álvares Florence, Américo de Campos, Buritama, Cardoso, Cosmorama, Floreal, Gastão Vidigal, Lourdes, Macaubal, Magda, Monções, Nhandeara, Nova Luzitânia, Parisi, Paulo de Faria, Planalto, Pontes Gestal, Riolândia, Sebastianópolis do Sul, Tanabi, Turiúba, União Paulista, Valentim Gentil, Votuporanga e Zacarias.
Sede vescovile è la città di Votuporanga, dove si trova la cattedrale di Nostra Signora Aparecida (Nossa Senhora Aparecida).
Il territorio si estende su 7.695 km² ed è suddiviso in 31 parrocchie.

## Storia
La diocesi è stata eretta da papa Francesco il 20 luglio 2016 con la bolla Brasiliensium fìdelium, ricavandone il territorio dalle diocesi di São José do Rio Preto (oggi arcidiocesi) e di Jales.
Originariamente suffraganea dell'arcidiocesi di Ribeirão Preto, il 22 maggio 2025 è entrata a far parte della provincia ecclesiastica di São José do Rio Preto.

## Cronotassi dei vescovi
Si omettono i periodi di sede vacante non superiori ai 2 anni o non storicamente accertati.
- Moacir Aparecido de Freitas, dal 20 luglio 2016

## Statistiche
La diocesi nel 2023 su una popolazione di 260.885 persone contava 164.246 battezzati, corrispondenti al 63,0% del totale.
| anno | popolazione | popolazione | popolazione | presbiteri | presbiteri | presbiteri | presbiteri                | diaconi | religiosi | religiosi | parrocchie |
| anno | battezzati  | totale      | %           | numero     | secolari   | regolari   | battezzati per presbitero | diaconi | uomini    | donne     | parrocchie |
| ---- | ----------- | ----------- | ----------- | ---------- | ---------- | ---------- | ------------------------- | ------- | --------- | --------- | ---------- |
| 2016 | 172.500     | 230.000     | 75,0        | 42         | 27         | 15         | 4.107                     |         | 25        | 15        | 28         |
| 2017 | 179.006     | 255.421     | 70,1        | 30         | 29         | 1          | 5.966                     | 5       | 1         | 4         | 30         |
| 2020 | 165.340     | 259.300     | 63,8        | 34         | 33         | 1          | 4.862                     | 5       | 1         | 5         | 30         |
| 2022 | 165.000     | 263.000     | 62,7        | 32         | 31         | 1          | 5.156                     | 3       | 1         | 5         | 30         |
| 2023 | 164.246     | 260.885     | 63,0        | 32         | 30         | 2          | 5.132                     | 6       | 2         | 8         | 31         |